# Tuber brumale
Tuber brumale är en svampart som beskrevs av Vittad. 1831. Den ingår i släktet Tuber, och familjen Tuberaceae.   Inga underarter finns listade i Catalogue of Life.

## Bildgalleri

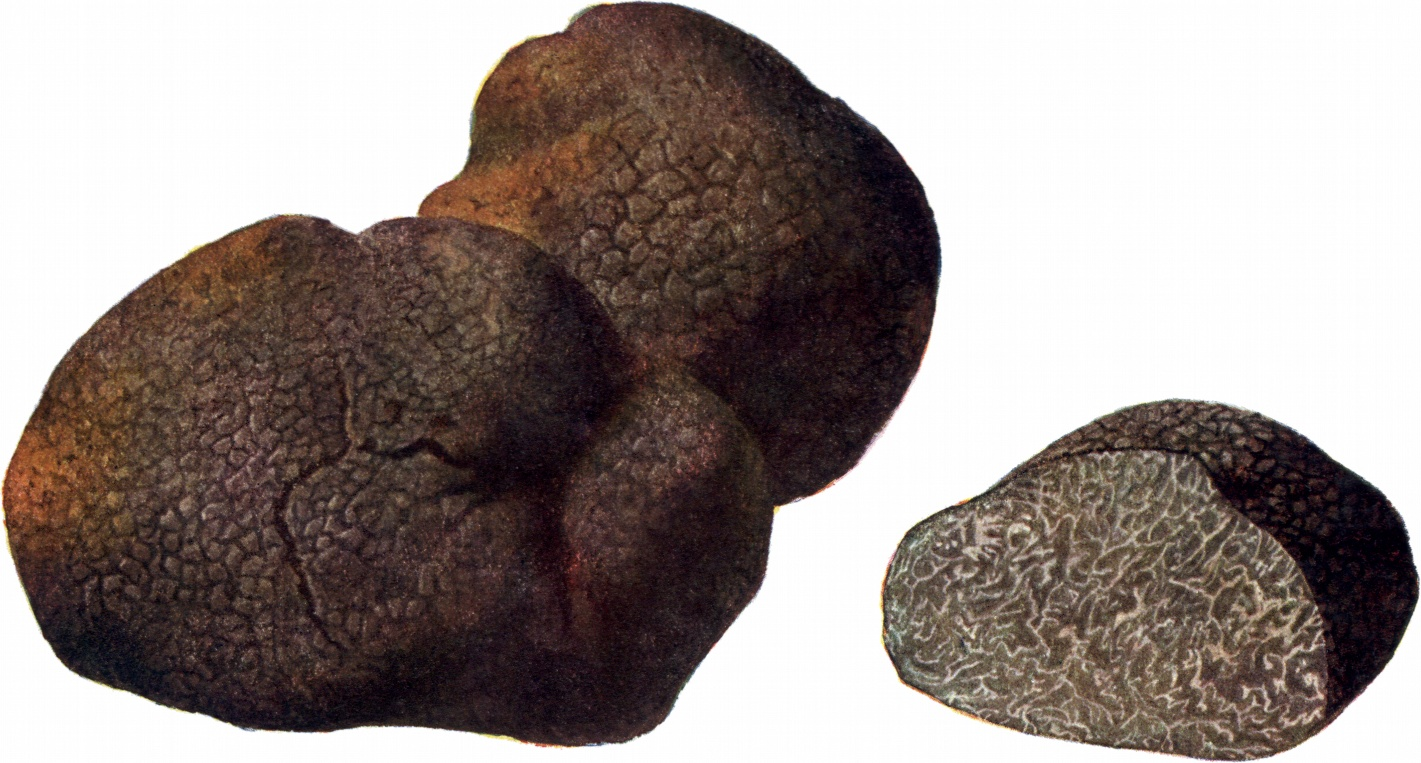
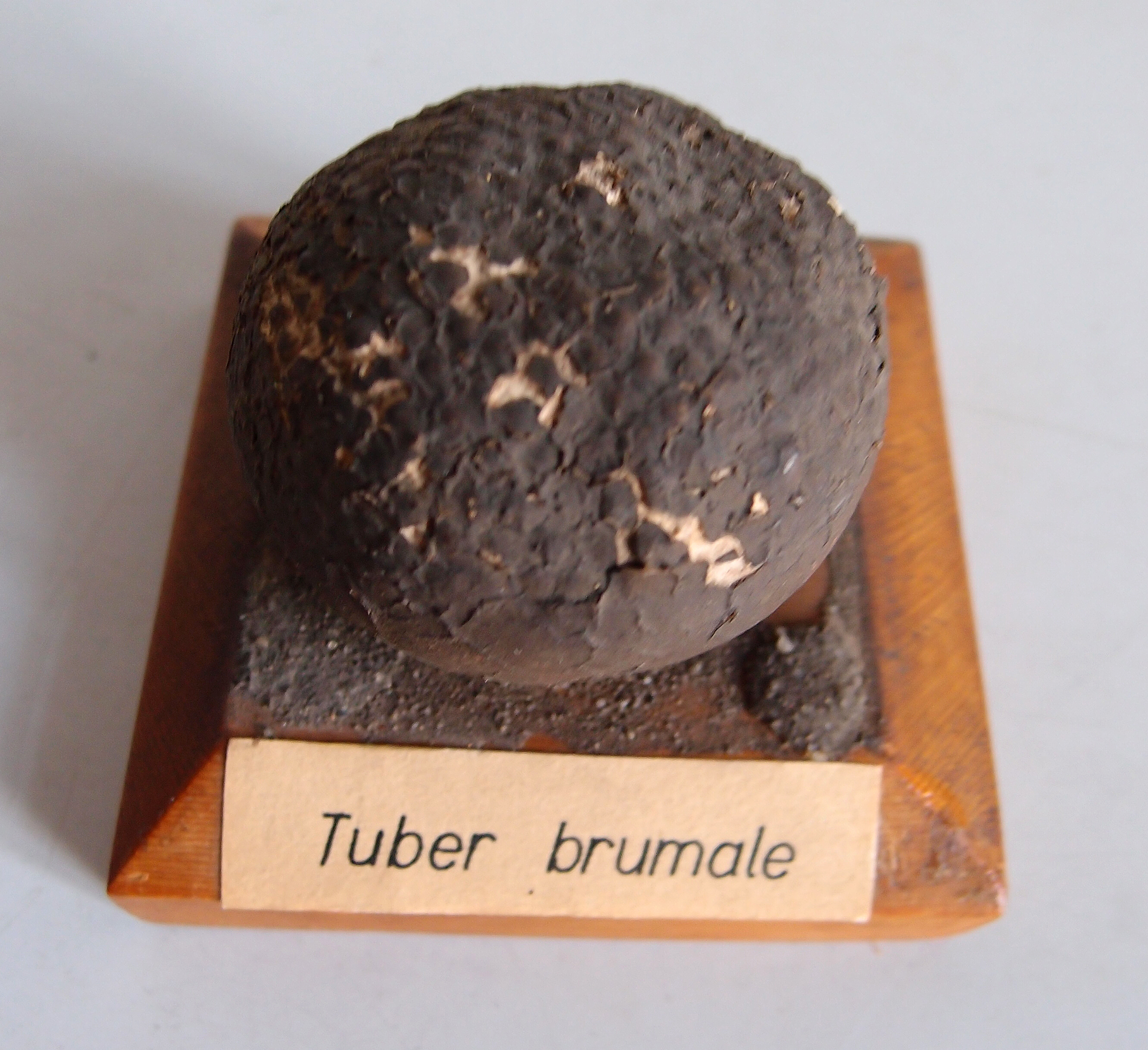